# 鈴木弥栄子
鈴木 弥栄子（すずき やえこ、1979年 - ）は、日本の現代美術家。

## 経歴
1979年、神奈川県生まれ。1999年、東京芸術大学美術学部絵画専攻油絵科入学。2005年、東京芸術大学大学院美術研究科修士課程油画専攻修了。現在、35ART講師。
作品は薄く溶いた透明な絵の具を幾層にも塗り重ねていく「グレーズ技法」により描かれる。最後にニス掛けを施すことによる深い光沢は対象へのリアリティを感じさせるものと評されている。

## 主な展覧会

### 個展
- 2011年-『柔らかな檻』(FUMA Contemporary Tokyo | BUNKYO ART)

### グループ展
- 2002年-『四人展』(東京芸術大学学生会館)
- 2004年-『敏感肌』(ギャラリーアートポイント)
- 2009年-『ブンキョウアートコレクション展』(FUMA Contemporary Tokyo | BUNKYO ART)
- 2011年-『N DEPTH』(FUMA Contemporary Tokyo | BUNKYO ART)
- 2011年-『蒼白の表層』(FUMA Contemporary Tokyo | BUNKYO ART)

### ART FAIR
- 2009年-『アートフェア東京2009』(東京国際フォーラム)
- 2009年-『ART TAIPEI 2009』(台湾)
- 2010年-『アートフェア東京2010』(東京国際フォーラム)
- 2010年-『ART TAIPEI 2010』(台湾)
- 2011年-『行商〜スパイラルサーカス』(青山spiral)

## 受賞歴
- 2003年-平山郁夫賞
- 2005年-群馬青年ビエンナーレ2005
- 2008年-群馬青年ビエンナーレ2008
- 2019年-第55回神奈川県美術展「かながわ賞」[2]